# Roberto Salerno
Roberto Salerno (Torino, 25 dicembre 1954) è un politico italiano.

## Biografia
Nato e cresciuto a Torino, dopo aver conseguito la laurea in Economia e Commercio nel 1981, svolge l'attività di tributarista; è sposato senza figli. È da sempre un giocatore di calcio: al compimento della maggiore età, ha giocato tra i professionisti nelle squadre di Alessandria, Ivrea, Bolzano. La passione per lo sport nazionale d'eccellenza permane anche nel periodo dedicato alla politica nazionale (2001-2008), anni durante i quali ha ricoperto il ruolo di Capitano della Nazionale Parlamentari.
Dal 2007 è Presidente dell'ACF Torino, per anni unica squadra di Serie A di calcio femminile del Piemonte.
Ha dedicato grande attenzioni verso il mondo della caccia, e i motori, così come nell'ambito sociale un grande appoggio all'ente nazionale dei sordi.

### Attività politica
Il suo percorso politico comincia nel 1993: con l'incontro a Torino con l'allora segretario dell'MSI, Gianfranco Fini, segna l'inizio della sua militanza nel Movimento Sociale, che diventerà nel 1995 Alleanza Nazionale.
Il primo appuntamento elettorale è la candidatura per l'MSI alle politiche del 1994 nel collegio Vallette-Lucento: nella corsa al seggio alla Camera dei deputati passa lo sfidante, l'allora Ministro socialista Gino Giugni.

#### Impegno in Alleanza Nazionale
Nel 1994 fonda il primo Circolo torinese d'ambiente di Alleanza Nazionale composto da liberi professionisti, all'interno del quale organizza numerosi incontri e conferenze culturali e politiche.
Nel gennaio del 1995 partecipa al Congresso di Fiuggi e alla costituzione di Alleanza Nazionale, contribuendo nelle successive settimane, con Gianni Alemanno e Francesco Storace, alla nascita e alla diffusione della “corrente” all’interno del nuovo partito denominata Destra Sociale.
Nell'aprile 1995, viene candidato ed eletto al Consiglio regionale del Piemonte risultando il secondo consigliere più votato di Alleanza Nazionale dopo il Presidente Provinciale Ghiglia. Sul finire della legislatura regionale, sotto la presidenza Ghigo, assume la Presidenza della Commissione Attività Produttive, Commercio e Industria della Regione Piemonte. Tra gli atti più importanti che ha varato, il Testo Unico regionale sul Commercio, pubblicato nel 1995 di cui è stato Relatore in aula e uno degli autori principale. Nelle Elezioni Regionali dell'anno 2000, bissa il successo del primo mandato riconfermandomi il secondo eletto tra i consiglieri di Alleanza Nazionale.
Nel 2001 viene eletto al Senato della Repubblica nel collegio di Biella-Vercelli. Durante il 2º Governo Berlusconi  ha ricoperto la carica di Capogruppo per Alleanza Nazionale in Commissione Finanze e Tesoro:  relatore del primo pacchetto di rilancio economico del Governo Berlusconi (il cosiddetto pacchetto dei “primi 100 giorni” varato a favore di imprese e lavoratori) e si troverà per tutta la XIV Legislatura a stretto contatto con il Ministro dell’Economia Giulio Tremonti per lo studio e l’approvazione di tutti i provvedimenti fiscali del Governo. È stato, inoltre, membro della 4ª Commissione permanente (Difesa), e della 9ª Commissione permanente (Agricoltura e produzione agroalimentare).
Tra il 2002 al 2004 ricopre all'interno di Alleanza Nazionale l'incarico di Responsabile Nazionale Enti Locali e successivamente quello di Responsabile Nazionale del Tesseramento.

#### Uscita da AN e fondazione deLa Destra
Alle elezioni politiche del 2006 viene candidato, ed eletto, alla Camera dei deputati per Alleanza Nazionale: alla caduta del governo Prodi, insieme ad alcuni ex esponenti di primo piano di Alleanza Nazionale (Storace, Buontempo e Daniela Santanchè) fondano La Destra.
Il 26 ottobre del 2009 aderisce al PdL su richiesta di Enzo Ghigo e Agostino Ghiglia (Presidente e vicepresidente del PDL Piemonte).

#### Svolta ambientalista e candidatura a Torino
In occasione delle elezioni amministrative in Italia del 2021 si candida a sindaco di Torino con la lista MAT - Movimento Ambientalista Torino ma raccoglierà solo 920 voti pari allo 0,28%.